# Intef (general)
Intef, también conocido como Antef o An(jotef) fue un general del Antiguo Egipto de la Dinastía XI, alrededor del año 2000 a. C., bajo el rey Mentuhotep II. Su título principal fue el de supervisor de las tropas a menudo traducido como general. Otros de sus títulos incluían el de sellador real, canciller del rey del Bajo Egipto y único amigo (del rey).
Intef es conocido principalmente por su tumba tebana. Una tumba saff (TT386) en Asasif, decorada con el llamado estilo de pintura local de Tebas de la época de Mentuhotep II. Su pórtico se terminó anteriormente al proceso de reunificación, teniendo la fachada varios pilares con pinturas, mientras que el corredor estaba cubierto con losas de piedra decoradas en relieve. Detrás del corredor hay una capilla también decorada con losas de piedra, esta vez pintadas. Varias pinturas están bien conservadas en los pilares delanteros y en la pared detrás de ellos. Muestran el asedio de una fortaleza palestina, donde se observa una torre de asedio móvil, además, cazando en las marismas, escenas agrícolas y talleres. Las losas del corredor y la capilla de culto solo se conservan fragmentadas. 
En la tumba aparece el nombre del trono de Mentuhotep II, lo que confirma la datación de Intef bajo este rey. En la cámara de culto se encuentra la entrada a la tumba de cámara subterránea donde hay un sarcófago de Intef sin inscripciones. En la tumba también se encontró una estatua del propio Intef. Finalmente, en la Gliptoteca Ny Carlsberg de Copenhague se conserva una estela del general.